# 세계 습지의 날

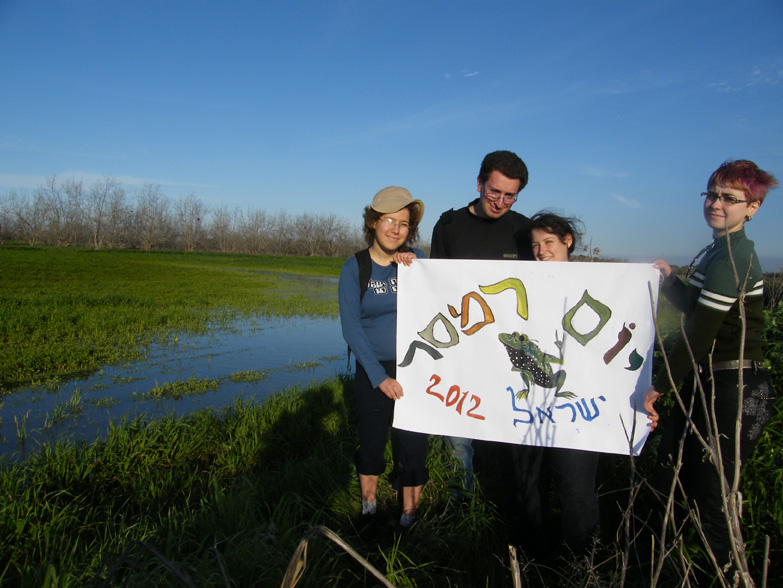
2012년 이스라엘에서 도보 여행자들이 세계 습지의 날을 축하하고 있다. 포스터에는 "람사르의 날 - 이스라엘 2012"이라고 해석된다.

세계 습지의 날( 世界 濕地의 날 , World Wetlands Day)은 1971년 2월 2일 람사르 협약이 맺어진 것을 기념하여 제정된 세계 기념일이다.

## 개요
1997년 국제 습지 조약에 지정하였다. 습지의 보존 및 가치를 널리 퍼뜨리기 위한 목적이 있다. 매년, 정부 기관, 비정부 기구, 보호 단체,시민 단체들은 습지, 특히 람사르 등록 습지의 가치에 대해 대중들에 대한 인식을 높이기 위해 활동하였다. 또한, 이러한 단체들에게 습지의 중요성과 가치에 대한 대중의 인식을 높이는 데 도움을 줄 수 있도록 1997년 이후 매년 람사르 사무국은 자료를 제공하고 있다.